# Walter Alexander Bauer
Walter Alexander Bauer (auch: Alexander Bauer, Alexander W. Bauer, Alexander Walter Bauer, * 24. Mai 1921 in Bremen; † 18. November 2011 in Hamburg) war ein deutscher Schriftsteller.

## Leben
Walter Alexander Bauer war der Sohn des Polizeiobersekretärs Henry Bauer. Er absolvierte nach dem Besuch des Gymnasiums eine kaufmännische Ausbildung. Ab 1948 war er als Journalist in Bremen tätig. Von 1963 bis 1981 gehörte er der Kulturredaktion der Deutschen Presse-Agentur in Hamburg an, anschließend war er Redakteur im Überseedienst derselben Agentur. Seit 1985 war er freiberuflicher Schriftsteller. Bauer lebte längere Zeit in Worpswede, zuletzt wohnte er in Hamburg.
Walter Alexander Bauer war Verfasser von Romanen, Essays und Gedichten. Er gehörte dem Verband Deutscher Schriftsteller, dem Deutschen PEN-Zentrum und der Autorenvereinigung „Die Kogge“ an. 1979 erhielt er den Kogge-Ehrenring der Stadt Minden.
Er starb am 18. November 2011 in Hamburg.

## Werke
- Eros und Maske, Egnach/Schweiz 1960
- Nachts im Hotel, Rothenburg ob d. Tauber 1963
- Nagaika, Dülmen/Westf. 1963
- Straßen der Unrast, München 1971
- Metropolis, Lahnstein 1977 (unter dem Namen Alexander Bauer)
- An der Wiege der roten Zaren, Worpswede 1999 (unter dem Namen Alexander Bauer)
- Tanz im Trocadero, Worpswede [u. a.] 1999
- Die Wache oder Von der Unbeständigkeit des Beständigen, Worpswede [u. a.] 1999
- Die Bahn der Parabel, Worpswede [u. a.] 2000 (unter dem Namen Alexander Bauer)
- Die Graphologin, Worpswede 2000 (unter dem Namen Alexander Bauer)
- Eine Liebe in Ungarn, Worpswede 2000 (unter dem Namen Alexander Bauer)
- Die weiße Villa, Worpswede 2000 (unter dem Namen Alexander Bauer)
- Puszta, schwarze Katze, Norderstedt 2002 (unter dem Namen Alexander Bauer)

## Herausgeberschaft
- Signaturen, Duisburg u. a. 1970